# Coupe de la Ligue française de football 1994-1995
Navigation
Édition précédente Coupe de la Ligue française 1995-1996
La Coupe de la ligue de football 1994-95 est la première édition de la nouvelle version de la Coupe de la Ligue de football en France.

## Déroulement de la compétition
Le club en premier est le club qui joue à domicile.

### Premier tour
Le premier tour a eu lieu le 24 novembre 1994.
- CS Sedan-Ardennes 2-0 ASOA Valence
- AS Nancy-Lorraine 2-2 Perpignan FC (2-4 aux tirs au but)
- LB Châteauroux 2-0  Nîmes Olympique
- Le Mans UC 3-0  AS Beauvais
- FC Gueugnon 1-2 Red Star
- FCO Charleville 0-2 USL Dunkerque
- EA Guingamp 2-0 FC Rouen
- Amiens SC 2-2 SCO Angers (5-4 tirs au but)
- Valenciennes FC 2-0 Stade lavallois
- Toulouse FC 2-1 FC Mulhouse
- Chamois niortais FC 1-0 Olympique de Marseille
- Olympique d'Alès 1-1 Saint-Brieuc (3-5 tirs au but)

### Seizièmes de finale
Les seizièmes de finale voient l'entrée dans la compétition des équipes de première division. À part le match du Paris Saint-Germain, tous les matchs ont eu lieu le 3 janvier 1995. Celui du PSG a eu lieu le 4 janvier.
- SC Bastia 3-0 Amiens SC
- AS Cannes 2-3 Olympique lyonnais
- SM Caen 3-1 AS Saint-Étienne
- USL Dunkerque 1-0 FC Martigues
- EA Guingamp 1-0 Valenciennes FC
- LB Châteauroux 3-1 Girondins de Bordeaux
- Le Mans UC 0-0 Saint-Brieuc (4-2 tirs au but)
- Le Havre AC 1-0 Lille OSC
- FC Metz 1-4 AS Monaco
- OGC Nice 0-3 FC Nantes
- Chamois niortais FC 2-3 RC Lens
- Perpignan FC 2-0 RC Strasbourg
- Red Star 0-1 Montpellier HSC
- Stade rennais FC 1-0 CS Sedan-Ardennes
- Toulouse FC 2-1 FC Sochaux
- Paris SG 1-0 AJ Auxerre

### Huitièmes de finale
Les matchs ont eu lieu pour la plupart le 24 janvier. Le match entre Nantes et Bastia a eu lieu le 25 janvier et celui entre Rennes et Chateauroux le 1er février.
- EA Guingamp 2-1 Le Mans UC
- Le Havre AC 2-1 SM Caen
- AS Monaco 2-0 USL Dunkerque
- Perpignan FC 1-1 Montpellier HSC (5-6 tirs au but)
- Paris SG 2-1 Olympique lyonnais
- Toulouse FC 2-2 RC Lens (2-1 tirs au but)
- FC Nantes 0-1 SC Bastia
- LB Châteauroux 1-1 Stade rennais FC (3-1 tirs au but)

### Quarts de finale
Les matchs ont eu lieu les 14 et 15 février.
- Montpellier HSC 2-0 AS Monaco
- SC Bastia 1-1 EA Guingamp (4-3 tirs au but)
- LB Châteauroux 0-1 Le Havre AC
- Paris SG 3-0 Toulouse FC

### Demi-finales
Les matchs ont eu lieu le 25 mars.
- SC Bastia 3-1 Montpellier HSC
- Le Havre AC 0-1 Paris SG

### Finale
La finale qui a eu lieu le 3 mai 1995 au Parc des Princes a vu la victoire du Paris Saint-Germain FC contre le SC Bastia 2 buts à 0. Les deux buts de la finale ont été marqués par Alain Roche et par Raí. 

#### Feuille de match
| 3 mai 1995 | Paris Saint-Germain FC | 2 - 0 | SC Bastia | Parc des Princes, Paris                                   |                                                           |
| | Roche 21e · Raí 84e    | (1 - 0) |           | Spectateurs : 24,663 spectateurs Arbitrage : Marcel Lainé | Spectateurs : 24,663 spectateurs Arbitrage : Marcel Lainé |
| | Rapport                | |           | Spectateurs : 24,663 spectateurs Arbitrage : Marcel Lainé | Spectateurs : 24,663 spectateurs Arbitrage : Marcel Lainé |
| Luc Borrelli - Francis Llacer, Ricardo, Bernard Allou, Alain Roche (c) - Paul Le Guen ( 58e Daniel Bravo), Antoine Kombouaré, Vincent Guérin - George Weah, Raí, David Ginola ( 60e Pascal Nouma) · Entraîneur : Luis Fernandez | Équipes                | Bruno Valencony - Jean-Christophe Debu, Didier Santini, Franck Burnier, Gilles Leclerc - Laurent Casanova (c) ( 17e Cyril Rool), Franck Vandecasteele, Mamadou Faye, Stéphane Ziani - Bruno Rodriguez ( 82e Pascal Camadini), Anto Drobnjak · Entraîneur : Frédéric Antonetti |           | Spectateurs : 24,663 spectateurs Arbitrage : Marcel Lainé | Spectateurs : 24,663 spectateurs Arbitrage : Marcel Lainé |